# استیون شیفر
استیون شیفر (به انگلیسی: Stephen Schaffer) یک تدوین‌گر فیلم است که روی چندین فیلم ساخته‌شده توسط استودیوی پرآوازهٔ پیکسار کار کرده‌است. در طول دوران کاری‌اش همچنین توانسته‌است جوایز و نامزدی‌های معتبری را نیز از آن خود کند. شگفت‌انگیزان، شگفت‌انگیزان ۲، حمله جک-جک و ماشین‌ها ۲ از فیلم‌هایی هستند که وی روی آنان کار کرده‌است.